# Demofont d'Eleusis
Segons la mitologia grega, Demofont (grec antic: Δημοφῶν o Δημοφόων, Dēmophōn o Dēmophóōn) va ser fill de Celeu, rei d'Eleusis, i de Metanira, i germà de Triptòlem.
Quan Demèter cercava la seva filla Persèfone per tot el món, va fer cap a Eleusis i va entrar al servei de Metanira, on va rebre l'encàrrec de criar Demofont. La deessa desitjava de convertir-lo en immortal per agrair el bon tracte rebut, i el feia créixer amb la seva llet i amb ambrosia, i el posava al foc durant la nit per alliberar-lo dels seus elements mortals. Demofont creixia d'una manera meravellosa, i la seva mare espià Demèter per veure com podia ser. Una nit la va veure fent màgia amb Demofont i que el posava al foc. Metanira va fer un crit i la deessa deixà caure el nen a terra i revelà la seva identitat. Unes tradicions diuen que Demofont va ser consumit pel foc i d'altres que va sobreviure, però com a simple mortal.